# Oskar Carlgren

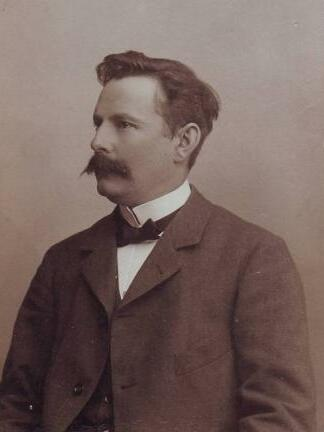
Oskar Carlgren

Oskar Henrik Carlgren (* 1. Dezember 1865 in Falun; † 10. August 1954) war ein schwedischer Zoologe.

## Leben
Carlgren war der Sohn des Ingenieurs Georg Henrik Carlgren (8. August 1837–1906) und dessen Frau Emma Augusta (geborene Wikström, * 4. Dezember 1841), Tochter des Johan Erik Wikström. Er besuchte die Schule in Falun, die er am 3. Juni 1884 mit der Reifeprüfung abschloss. Anschließend studierte er Chemie und Zoologie an der Universität in Uppsala, wo er mehrere Abschlüsse machte und 1893 den Grad eines Doktor der Philosophie (filosfie doktor) erreichte. Das Thema der Abhandlung waren Studien über nordische Actinien, die in den Kungliga Svenska Vetenskapsakademiens handlingar abgedruckt wurde.
In den Sommermonaten der Jahre 1888 bis 1895 hielt er sich in der zoologischen Forschungsstation Kristineberg (schwedisch Kristinebergs Marina Forskningsstation) auf und unternahm später Studienreisen ins Ausland. So arbeitete er unter anderem am physiologischen Laboratorium von Max Verworn in Jena und forschte von Juni 1898 bis August 1899 als Stipendiat der Akademie der Wissenschaften in Neapel und Messina. Er erhielt eine Anstellung als Dozent an der Hochschule Stockholm (heute Universität Stockholm), wo er ab 1902 auch Prosektor am Institut für Zootomie war. In diesem Zeitraum unternahm er weitere wissenschaftliche Exkursionen nach Deutschland, Österreich und Italien. Im Sommer 1909 arbeitete Carlgren an der Biologischen Versuchsanstalt in Wien. Von 1912 bis 1930 hatte er einen Lehrstuhl an der Universität Lund inne. Zwischenzeitlich hielt er sich 1921 auf den biologischen Stationen in Trondhjem und 1924 in Bergen auf.
Carlgren galt als Experte für Korallen, speziell Seeanemonen (Actiniaria), die er ausgiebig studierte. Er führte auch physiologische Untersuchungen an einer Reihe anderer „niederer“ Tiere durch. In seinen späten Jahren befasste er sich umfassend mit dem Regenerationsvermögen von Hohltieren (Coelenterata). Er konzentrierte seine zoologischen Forschungen überwiegend auf die wirbellosen Lebewesen des Meeres und konnte sich ein fundiertes Wissen über die Tierwelt der schwedischen Westküste angeeignen. Seine Wahl in die Königlich Schwedische Akademie der Wissenschaften erfolgte 1908 und 1913 wurde er Mitglied der Königlich Physiographischen Gesellschaft in Lund.

## Familie
Carlgren war zweimal verheiratet
- 18. Juni 1898 mit Helga Fredrika (geborene Linder, 19. September 1863 – 10. Mai 1913), Tochter des DekansKarl Vilhelm Linder aus Linköping.
  - Carl Georg Wilhelm Carlgren (11. Dezember 1899 – 1971).
  - Helge Nils Oskar Carlgren (7. Februar 1902 – 1. Februar 1967), wurde Architekt.[4]
- 24. Juni 1914 mit seiner Schwägerin, Gunhild Lovisa Laurentia (geborene Linder, geboren am 5. Mai 1872 – 1955).

## Werke
- Beobachtungen über die Mesenterienstellung der Zoantharien und bilaterale Symmetrie der Anthozoen. In: Festschrift für Lilljeborg. 1896.
- Zoantharien. In: Ergebnisse der Hamburg-magelhaenischen Sammelreise. 1898.
- Ostafrikanische Actinien. Gesammelt von Herrn Dr. F. Stuhlmann 1888 und 1889. In: Mitteilungen aus dem naturhistorischen Museum zu Hamburg. 17. Jahrgang, 2. Beiheft zum Jahrbuch der Hamburgischen Wissenschaftlichen Anstalten, Lucas Gräfe & Sillem, Hamburg 1900, S. 21–144 (Textarchiv – Internet Archive).
- Über die Einwirkung des constanten galvanischen Stromes auf niedere Organismen. In: Archiv für Anatomie und Physiologie. 1900.
- Die Brutpflege der Actiniarien. In: Biologisches Centralblatt. 1901, S. 468–484 (archive.org).
- Studien über Regenerations- und Regulationserscheinungen. In: Vetenskapsakademiens handlingar. 1904.
- Die Tetraplatien. – Ceriantharia und Zoantharia der Deutschen Tiefsee-Expedition. – Die Larven der Ceriantharien, Zoantharien und Actiniarien der Deutschen Tiefsee-Expedition mit einem Nachtrag zu den Zoantharien. In: Wissenschaftliche Ergebnisse der deutschen Tiefsee-Expedition auf dem Dampfer „Valdivia“ 1898–1899. 19. Band, 3., 7. und 8. Heft, Gustav Fischer, Jena 1909, S. 75 ff., S. 243–337, S. 393–475 (Textarchiv – Internet Archive).
- Actiniaria from the Gulf of California. In: Zoologica. 25, Nr. 12, Zoological Society, New York 1940, S. 211–219 (englisch, archive.org).
- Actiniaria and Corallimorpharia. In: Scientific Reports / Great Barrier Reef Expedition 1928/29. Band 5, London 1950, S. 427–457 (englisch, archive.org).